# Olóngapo
Olóngapo es una ciudad altamente urbanizada en la región de Luzón Central, Filipinas. Según el censo de 2000, tiene 194 260 habitantes en 43 107 casas. El nombre de la ciudad se derivó de la frase olo nin apo que significa "cabeza del jefe" en zambal. 

## Barangayes
Olóngapo se subdivide administrativamente en 17 barangayes:
| - Asinan - Banicain - Barreto - East Bajac-bajac - East Tapinac - Gordon Heights - Kalaklan - Mabayuan - New Cabalan | - New Ilalim - New Kababae - New Kalalake - Old Cabalan - Pag-asa - Santa Rita - West Bajac-bajac - West Tapinac |